# 세스토알레게나

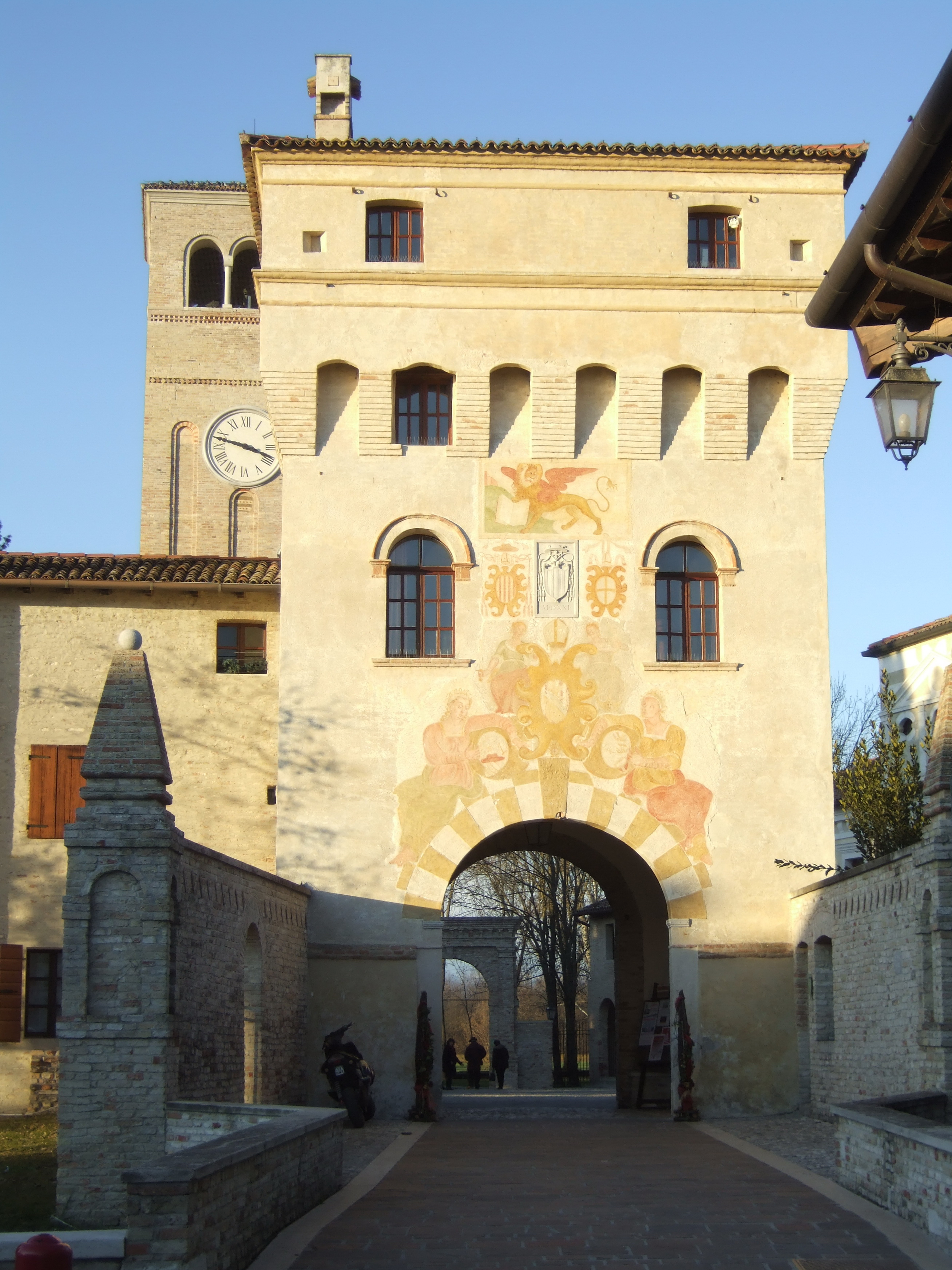
세스토알레게나 수도원의 정문

세스토알레게나(이탈리아어: Sesto al Reghena, 프리울리어: Siest)는 이탈리아 프리울리베네치아줄리아주 포르데노네현에 위치한 코무네로 면적은 40.5km2, 높이는 13m, 인구는 6,393명(2012년 12월 31일 기준), 인구 밀도는 160명/km2이다. 트리에스테에서 북서쪽으로 약 80km, 포르데노네에서 남동쪽으로 약 20km 정도 떨어진 곳에 위치한다.